# キナ・マルパーティーダ
キナ・マルパーティーダ（Kina Malpartida Dyson、1980年3月25日 - ）は、ペルーのプロボクサー。リマ出身。フェザー級の世界ランカーであるものの、WBA女子初代世界スーパーフェザー級王座を獲得した。引退後はWBAの女子部門の会長に就任した（会長付きの役員待遇も兼任）。

## 来歴
父はサーフィン元ペルーチャンピオンのオスカー･マルパーティーダ、母は元モデルのスージー・ダイソン。
オーストラリアに留学し、ボクシングを始める。
クイーンズランドを拠点として2003年8月22日、プロデビュー。
連勝を続けて、2006年より拠点を米国・カリフォルニア州に移す。アメリカでの初戦は勝利するも、2戦目はミリアム・ナカモトに初黒星を喫する。
2009年2月21日、モーリーン・シェイと初代WBA女子世界スーパーフェザー級王座を争い、10RTKOで王座を獲得した。
6月20日、母国での初試合としてハラナ・ドス・サントス相手に初防衛に成功。
12月5日、リンゼイ・スクラッグを判定で退け2度目の防衛。
2010年6月26日、母国でリリアナ・パルメイラを判定で退け3度目の防衛。
2011年4月16日、ロンダ・ルナを判定で退け4度目の防衛。
2012年5月19日、Sriphrae Nongkipahuyuthを6回TKOで倒し5度目の防衛。
2012年12月8日、ジャマイカに乗り込みMarilyn Hernandezを判定で退け6度目の防衛。
2013年10月、王座剥奪後に現役を引退した。

## WBAの役員として
引退後に女子部門のアドバイザーに就任。女子部門を選手の目線で組織を強化した。その後女子部門の会長に就任し会長付きの役員待遇にもなった。2016年4月23日、ゲンナジー・ゴロフキンVSドミニク・ウェイドの試合でWBAの立会人を初めて務めた（その日は会長も同行したが、代理の形になった）。

## 戦績
- 18戦 15勝 4KO 3敗

## 獲得タイトル
- 初代WBA女子世界スーパーフェザー級王座